# Ван (вилајет)
Вански вилајет (тур. Van ili) је вилајет у источној Турској, између језера Ван и иранске границе. Заузима површину од 19.069 km² и има 1.035.418 становника. Густина насељености износи 54,3 ст./km². Већина становништва су Курди.
Суседни вилајети су Битлис на западу, Сирт на југозападу, Ширнак и Хакари на југу, и Агри на северу. Престоница је Ван (јерм. Վան Van, кур. Wan). Вилајет и околно подручје је домовина познате ванске мачке (Van kedisi).
9.1.1990. године у Вану је забележена најнижа температура у Турској (-46,4 °C).

## Окрузи
Вански вилајет је подељен на 12 округа (престоница је подебљана):
- Бахчесарај
- Башкале
- Чалдиран
- Чатак
- Едремит
- Ерџиш
- Геваш
- Гурпинар
- Мурадије
- Озалп
- Сарај
- Ван

## Историја
Ово подручје је отаџбина Јермена, који су живели овде од времена Хајка у 3. миленијуму п. н. е. до позног 19. века кад им је Османско царство одузело сву земљу. У 9. веку п. н. е. подручје Вана је било центар краљевства Урарту. Регија је дошла под контролу јерменских Оронтида у 7. веку п. н. е., а затим Персијанаца у средини 6. века п. н. е. Од почетка 2. века п. н. е. била је део Јерменског краљевства. Овај простор је постао важан центар током владавине јерменског краља Тиграна II, који је основао град Тигранакерт у 1. веку п. н. е. Са селџучком победом у бици код Малазгирта године 1071., северно од језера Ван, постаје део Селџучког царства а касније Османског царства током стогодишњих ратова са суседним персијским сафавидским ривалима, у којима им је Селим I успео преотети подручје. Овај простор је и даље прелазио из руке у руку између Османског царства и Сафавида (и њихових наследника, Афшарида и Каџара) у наредним вековима све до 19. века.

## Галерија
- Средњовековни јерменски манастири у вилајету Ван
- Јерменска црква Светог Крста (10. век) на острву Акдамар
- Јерменски манастир Нарек (10. век)
- Варагаванк - Јерменски манастир (11. век)
- Јерменски  манастир Светог Вартоломеја (13. век)